# MS Armia Krajowa (1991)
MS Armia Krajowa – jeden z serii (BCT 70) sześciu masowców klasy Panamax zbudowanych dla PŻM w kopenhaskiej stoczni Burmeister & Wain w latach 1991–1992; pływał pod banderą Vanuatu. Statek nosił imię Armii Krajowej.
Podstawowe dane statku:
- długość: ~228,5 m
- odległość między pionami ~224,55 m
- szerokość: ~32 m
- ciężar pustego statku 13575,0 ton
- nośność: ~73 500 DWT
- zanurzenie konstrukcyjne: ~14 m
- prędkość: 14 węzłów
- napęd główny: silnik wysokoprężny, dwusuwowy, nawrotny, Hyundai - MAN B&W typu 5S60MC, osiągający moc 8010 kW (10 900 KM) przy 95 obr./min napędzający jedną śrubę napędową, prawoskrętną o średnicy 6,90 m i skoku stałym równym 4,85 m.

Do tej serii statków należą również:
- MS Legiony Polskie
- MS Orlęta Lwowskie
- MS Szare Szeregi
- MS Solidarność
- MS Polska Walcząca

Cała seria statków była zatrudniona w trampowej (nieregularnej - uzależnionej od ilości ładunków) żegludze z towarami masowymi (węgiel, ruda, ziarno itd.), zawijając także na Spitsbergen po ładunki węgla.
Były to największe polskie statki i należały do najnowocześniejszych jednostek.
28.05.2014 statek został wprowadzony na plażę w mieście Alang znajdującym się w Indiach w celu zezłomowania